# Квантилі розподілу Стьюдента
Квантилі розподілу Стьюдента (коефіцієнти Стьюдента) - це числові характеристики, що широко використовуються в задачах математичної статистики, таких як побудова довірчих інтервалів і перевірка статистичних гіпотез.

## Визначення
Хай {\displaystyle F_{n}} — функція розподілу Стьюдента {\displaystyle \mathrm {t} (n)} з {\displaystyle n} ступенями свободи, і {\displaystyle \alpha \in [0,1]}. Тоді {\displaystyle \alpha }-квантилем цього розподілу називається число {\displaystyle t_{\alpha ,n}} таке, що 
{\displaystyle F_{n}\left(t_{\alpha ,n}\right)=\alpha }.

## Зауваження
- З визначення випливає, що випадкова величина, що має розподіл Стьюдента з {\displaystyle n} ступенями свободи, не перевищує значення {\displaystyle t_{\alpha ,n}} з ймовірністю {\displaystyle \alpha } і перевищує його з ймовірністю {\displaystyle 1-\alpha }.
- Функція {\displaystyle F_{n}} строго зростає для будь-якого {\displaystyle n\in \mathbb {N} }. Звідси визначена нею обернена функція {\displaystyle F_{n}^{-1}}, і

{\displaystyle F_{n}^{-1}(\alpha )=t_{\alpha ,n}}.
- Функція {\displaystyle F_{n}^{-1}} не має простого представлення. Проте можливо обчислити її значення чисельно.
- Розподіл {\displaystyle \mathrm {t} (n)} симетричний. Звідси

{\displaystyle t_{1-\alpha ,n}=-t_{\alpha ,n}}.

## Таблиця квантилів
Нижче наведена таблиця, що отримана за допомогою функції tinv [Архівовано 5 Квітня 2010 у Wayback Machine.] пакету MATLAB. Щоб отримати значення {\displaystyle t_{\alpha ,n}}, необхідно знайти рядок, що відповідає потрібному {\displaystyle n}, і колонку, що відповідає потрібному {\displaystyle \alpha }. Шукане число знаходиться в таблиці на їх перетині.

### Приклад
{\displaystyle t_{0.2,4}=0.2707};
{\displaystyle t_{0.8,4}=-t_{0.2,4}=-0.2707}.